# Luis Pérez (protonotario)
Luis Pérez (Portillo, provincia de Valladolid, 1514-1566) fue un humanista y escritor español, protonotario de Felipe II.

## Biografía
Bachiller, clérigo y protonotario, se dedicó toda su vida a enseñar latín como preceptor a niños y mozos en el colegio que estableció con el maestro Baltasar del Busto, catedrático de Gramática de la Universidad vallisoletana, el 20 de agosto de 1561. En 1565 se titulaba clérigo beneficiado de la iglesia de Santisteban de la villa de Portillo, y capellán y preceptor de la Universidad de Valladolid.
Imprimió en verso una glosa algo erudita de las Coplas por la muerte de su padre de Jorge Manrique que tuvo cierto éxito, un tratado sobre los animales de compañía (perro y caballo) y varios tratados en latín.

## Obra
- Opera quae authore Lodovico Perecio  poeta famigerat: Portillii orto, oriundoque a Pincia, in hoz volumine continentur quae pagina versa incicabit. Valladolid: S. Martínez, 1561. 
  - 1. Ad inclitissimum eundemque maximum Philippum huius nominis secundo utriusque Herperiae insularumque Occeani novique orbis Regem invictissimum triumphatoremque faustissimum Ludovicus Perecius.
  - 2. Illustrissimo Domino Ludovico  Mendocio Marchioni Mondegari, Tendiliae Comiti Illiberritani Regni quondam pro regi meritissimo, nunc vero regii altique Senatus presidi cralisimo ac literarum omni generi eruditissimo.
  - 3. De bello nonae Carthaginis.
  - 4. Magniloqum et Luculentum opus de altissimo Domini nostri Jesu Christi ortu, de que christifere virginis summis laudibus eidem D. Marchioni dicatum.
  - 5. Saphicum Carmen adonico Mixtum in divi Stephani prothomartyris laudes, ad matutinas horas.
  - 6. In honorem et laudes Divi Hieronymi interpretis clarissimi: Sacrosanctae matris ecclesiae doctoris famigerat et insignis Ludovicus Perecius orator et poeta...
  - 7. De mundo contemptu; de memoria mortis et iudicio futuro opus aureum et valde christicolis omnibus perutile : qui si rerum quar hoc continentur meminerint et mundum odio prosequentur et animas sine mortis timore ad celestis erigent opus igitur est, quod qui legerint semel millies relegere non cessabunt dedicatum idem Do. Marchioni.
- Glosa famosa sobre las coplas de Don Iorge Manrrique, con otra obra muy contemplatiua a la virgen nuestra Señora. Compuesta por el protonotario Luys Perez. Dirigida al Illustrissimo señor don Antonio de Toledo Prior de Sant Iuan. Cauallerizo mayor de la Magestad del Rey don Phelipe, y de sus consejos de estado, y guerra, con ediciones de Valladolid:  S. Martínez, 1561; dudosa de Valladolid 1563; Valladolid: S. Martínez, 1564; y Medina del Campo: Francisco del Canto, 1574. También se reimprimió en otros siglos. Hay edición moderna facsímil de Espasa-Calpe, Madrid, 1975.
- Del Can, y del Cavallo, y de sus cualidades: dos animales de gran instincto y sentido, fidelissimos amigos de los hombres. Por el Protonotario Luys Perez. Valladolid: Adrián Ghemart, 1568.